# Else Trangbæk
Else Trangbæk (født 7. februar 1946 i Viborg) er en dansk tidligere idrætsgymnast, og nuværende professor emeritus ved Københavns Universitet.
I 1992 blev hun leder for Center for Idrætsforskning ved Københavns Universitet. I perioden 2007 - 2012 institutleder på Institut for Idræt, KU. Deltog i 1968 ved OL i Mexico.